# Bymainiella terraereginae
Bymainiella terraereginae är en spindelart som först beskrevs av Raven 1976.  Bymainiella terraereginae ingår i släktet Bymainiella och familjen Hexathelidae. Inga underarter finns listade.